# Julie Speight
Pour les articles homonymes, voir Speight.
Julie Robyn Speight, née le 1er octobre 1966 à Sydney, est une coureuse cycliste australienne des années 1980. Elle court sur route et sur piste.

## Palmarès sur route
- 1983
  -  Championne d'Australie sur route

## Palmarès sur piste

### Jeux Olympiques
- 1988 Séoul
  - 5e de la vitesse

### Championnats du monde
- 1989 Lyon
  - 8e de la course aux points
- 1990 Maebashi
  - 6e de la course aux points
- 1992 Valence
  - 15e de la course aux points

### Commonwealth Games
- 1990
  -  Médaille d'Argent de la vitesse

### Championnats nationaux
- 1992
  -  Championne d'Australie de la course aux points
  - 2e de la vitesse du championnat d'Australie
  - 2e du scratch du championnat d'Australie
- 1996
  - 3e du 500 métres du championnat d'Australie

## Distinctions
- Temple de la renommée du cyclisme en Australie